# Чумной Доктор (комикс)
«Чумно́й До́ктор» — серия комиксов, повествующая о народном мстителе, скрывающем свою личность под маской чумного доктора, созданная российским издательством Bubble Comics и публикующаяся с апреля 2020 года. Сценаристами комикса выступили Анастасия Ким, более известная как художник серий «Майор Гром» и «Бесобой», и Наталия Воронцова. Художницей первого сюжета стала Наталья Заидова, в дальнейшем её сменила Анастасия Ким, а позже присоединились Виктория Виноградова, Ирина Иванова и другие. Сюжетно «Чумной Доктор» является спин-оффом другой серии Bubble, «Майора Грома», и повествует о дальнейшей судьбе одного из персонажей комикса, Сергея Разумовского, после событий кроссовера «Время Ворона».
События комикса происходят в Санкт-Петербурге. Миллиардер и изобретатель Сергей Разумовский со своим телохранителем Олегом Волковым возвращаются в Россию после событий «Времени Ворона». Ранее бывший серийным убийцей, терроризировавшим Петербург под предлогом борьбы с преступностью, Разумовский пересматривает своё отношение к образу чумного доктора, который он использовал во время своих расправ. Теперь он решает найти нового носителя для своего костюма, который продолжит его борьбу с преступностью, но более гуманными методами. Новым носителем становится студентка Валерия Макарова, принявшая предложение Разумовского в обмен на помощь для её семьи.
Отзывы профильных критиков на сольную серию «Чумного Доктора» были положительными: похвалы удостоилась как работа авторского дуэта в лице сценаристок Анастасии Ким и Наталии Воронцовой, так и иллюстрации художницы Натальи Заидовой; отмечалось что комикс удовлетворит потребности как фанатов персонажа Сергея Разумовского, так и обычных читателей, не знакомых со вселенной Bubble в целом, и с комиксами о майоре Громе в частности.

## Сюжет
Первая сюжетная арка комикса, «Капкан», рассказывает историю студентки медицинского университета Леры Макаровой. Она находится в весьма трудном положении — её родители задолжали крупную сумму денег, а брат Кирилл попадает за решётку. Девушка получает анонимное сообщение с приглашением на встречу с незнакомцем, обещающим решить все эти проблемы за некую услугу, и ей ничего не остаётся, кроме как согласиться. Незнакомец рассказывает ей о человеке по прозвищу «Гражданин», который несколько лет назад вершил правосудие на улицах города в маске чумного доктора. Он просит девушку стать новым Чумным Доктором, но теперь, в отличие от её предшественника, действовать гуманно. Неизвестный выбирает Леру потому, что она выступает за мирное решение проблем, а также профессионально занимается кэндо.
Незнакомцем оказывается Сергей Разумовский, тот самый Гражданин. Разумовский и его напарник Олег Волков начинают обучать Леру технике ведения боя, а также дают ей костюм нового Чумного Доктора. С помощью девушки Разумовский хочет противостоять мэру города Николаю Каменному, который закрыл под снос детский дом, некогда построенный Сергеем. Каменный, в свою очередь, поручает своим людям разобраться с Разумовским: мэр начинает подозревать, что Гражданин, которого все считают погибшим, на самом деле жив.
Сергей поручает Лере в маске выступить перед людьми с манифестом о возвращении Чумного Доктора на крыше ресторана «Золото Востока», однако к ресторану подъезжают люди в масках чумного доктора и начинают стрелять в собравшихся. После этого пришедшие заявляют, что такая судьба ждёт всех, кто встанет на пути Чумного Доктора, а в СМИ сообщают, что Чумной Доктор совершил теракт. Разумовский и Волков в ответ на обвинения Леры утверждают, что они не инициировали это нападение (сюжет «Золотой цветок»). На самом же деле нападение организовывает наёмник по прозвищу Дракон, который работает на Алтана — очень влиятельного человека, благодаря которому Каменный получил должность мэра. Мать Алтана погибла в 2014 году, во время теракта, совершённого Чумным Доктором, и поэтому он жаждет мести Разумовскому.

### Основные персонажи
- Валерия Макарова — студентка медицинского университета, сетевая активистка: рассказывает своей аудитории о том, как не допустить нарушения своих прав[1]. По договору с Сергеем Разумовским становится новым Чумным Доктором сроком на три года. Её костюм оснащён системой навигации, камерой, устройством, изменяющим голос, и маскировочным плащом, а сама Лера во время боя использует японский меч катану. Её видение борьбы за справедливость кардинально отличается от такового у Разумовского, но стремление помочь своей семье заставляет девушку искать с ним компромисс[3][10].
- Сергей Разумовский — в прошлом миллиардер, основатель социальной сети «Вместе» и первый Чумной Доктор, ныне — наниматель и наставник Леры Макаровой. Был убийцей и линчевателем, известным среди своих последователей как «Гражданин». Действия Разумовского, страдавшего от раздвоения личности и подверженного влиянию своей «злой» субличности, стали причиной гибели множества невинных людей. На этот раз он решает действительно восстановить справедливость на улицах Петербурга, не используя для этого кровавые методы, а выступая наставником более гуманной Леры Макаровой[1][3]. Является создателем нового, более технически оснащённого костюма Чумного Доктора[1][6].
- Олег Волков — друг детства и телохранитель Сергея Разумовского, помогает ему в затее с Чумным Доктором. Как и Разумовский, вырос в детдоме, где с ним и познакомился, однако во взрослой жизни их пути разошлись: Волков пошёл служить в армию, участвовав в боевых действиях в Сирии, а Сергей остался в России и стал предпринимателем и разработчиком. Вернувшись, Олег стал начальником службы безопасности «Вместе» и вытащил Сергея из психиатрической лечебницы, а затем участвовал в мести Игорю Грому, организуя теракты и похищая людей по указанию Разумовского. Известен своей преданностью Сергею, и, несмотря на то, что Олег может быть с ним не согласен, он всегда поддерживает его.
- Алтан — очень богатый молодой человек, имеет большое влияние в Санкт-Петербурге (так, например, Николай Каменный становится мэром именно благодаря Алтану). Противостоит Сергею Разумовскому, желая отомстить тому за смерть своей матери[8]. Бурят, буддист. Увлечён садоводством.
- Вадим «Дракон» — татуированный наёмник, работает на Алтана[8]. Знаком с Олегом Волковым, с которым вместе служил и воевал.

## История создания

Концепт-арты нового костюма Чумного Доктора, Олега Волкова и Сергея Разумовского, показанные на Comic-Con Russia 2019. Художник: Наталья Заидова

Основной причиной, по которой Чумной Доктор, будучи героем другой линейки Bubble Comics, смог получить свою собственную сольную серию, заключается в большой популярности персонажа среди читателей, возникшей ещё после выхода первых выпусков серии «Майор Гром». После завершения кроссовера «Время Ворона», который стал последним комиксом, в котором появился Сергей Разумовский, издательство стало получать просьбы от фанатов о создании сольной серии о Чумном Докторе.
Ответом на такой ажиотаж среди поклонников персонажа была первоапрельская шутка в виде анонса комикса «Сероволк» на фестивале «ХомяКон» 2018, посвящённого пейрингу персонажей Разумовского и Волкова, популярному среди фанатов. Несмотря на такую изначально шутливую реакцию, в издательстве действительно стали рассматривать создание подобной сольной серии. Более того, команда комикса была составлена из людей, ранее работавших над вселенной Майора Грома.
Так, на пост сценариста будущего комикса Романом Котковым, главным редактором Bubble, была назначена художница Анастасия Ким, ранее рисовавшая большую часть выпусков «Майора Грома». Соавтором наряду с Ким выступила сценаристка Наталия Воронцова, для которой эта работа стала дебютной. Ким познакомилась с Воронцовой на фестивале «КомМиссия», на тот момент Воронцова занималась написанием фанфиков (фанатских рассказов) по «Майору Грому» и серии видеоигр Castlevania. Художницей «Чумного Доктора» и дизайнером персонажей стала Наталья Заидова, до этого работавшая над серией «Игорь Гром».

### Издание
Создание сольной серии о архивраге Майора Грома, Чумном Докторе, было анонсировано в начале октября 2019 года на российском фестивале поп-культуры Comic-Con Russia: на пресс-конференции были продемонстрированы концепт-арты Сергея Разумовского, Олега Волкова и нового костюма Чумного Доктора. Анонс выхода первого, пилотного, выпуска состоялся 26 апреля 2020 года на онлайн-презентации Bubble, прошедшей взамен отменённому из-за коронавирусной эпидемии фестивалю Bubble Fest. «Чумной Доктор» был представлен совместно с первыми выпусками других новых серий: «Мир», повествующей о попавшем в современность советском супергерое, и «Редактор», рассказывающей о могущественном страже, следящем за порядком в своём мире. Согласно плану издательства, продолжение пилотных выпусков должны были получить те серии, что вызовут больше всего положительных отзывов и покажут удовлетворительные показатели по продажам. По словам представителя Bubble через два месяца после релиза первого выпуска, положительную реакцию среди фанатов вызвал «Чумной Доктор». По этой причине уже в октябре на Comic-Con Russia 2020 был представлен второй выпуск серии, а также объявлено, что «Чумной Доктор» будет продолжен и станет одной из основных линеек издательства.
«Чумной Доктор» стал одной из немногих серий комиксов Bubble с октября 2019 года, почти каждый выпуск которой получал печатный (физический) тираж, а не только электронные копии распространяемые через сайт издательства. Как следствие, некоторые выпуски «Чумного Доктора» имели специальный дополнительный тираж с альтернативной обложкой, в большинстве случаев приуроченный к фестивалям, либо являющийся эксклюзивом для тех или иных магазинов комиксов. Так, 16 мая 2021 года в Центральном Детском магазине в Москве проводилась автограф-сессия с участием актёров Дмитрия Чеботарёва и Сергея Горошко, исполнивших соответственно роли Олега Волкова и Сергея Разумовского в фильме «Майор Гром: Чумной Доктор», во время которой можно было приобрести третий выпуск «Чумного Доктора» с эксклюзивной обложкой. Проведение мероприятия осложнилось сбором огромной толпы людей, желавших получить автограф (по разным оценкам, от двух до пяти и более тысяч человек). Магазин приостановил свою работу, мероприятие пришлось остановить. Позже актёры совместно с Романом Котковым обратились к фанатам через видео, принеся извинения за срыв мероприятия и пообещав увеличить тираж с альтернативной обложкой и посодействовать тому, чтобы все посетители несостоявшейся автограф-сессии бесплатно получили выпуски с желанными автографами.
В декабре 2020 года вышел первый том комикса, собравший в себе первые четыре выпуска. Впоследствии другие номера также выходили в составе сборников. Каждый том получал допечатку с альтернативной обложкой. Помимо самих комиксов в издания были включены дополнительные материалы: комментарии создателей, скетчи и зарисовки персонажей, локаций, эскизы обложек и их неиспользованные варианты. В июле 2020 года состоялся анонс коллекционного издания первого выпуска с альтернативной обложкой со скетчем от художницы серии Натальи Заидовой или Анастасии Ким, в состав которого помимо самого комикса вошли виниловые наклейки с персонажами «Чумного Доктора» и подставка под кружку из закалённого стекла. В январе 2021 года состоялся выход спецвыпуска, повествующего о приключениях Сергея и Олега в Мексике до возвращения в Россию.

## Восприятие
Положительными сторонами «Чумного Доктора» назывались такие элементы, как хорошо проработанные персонажи, раскрытие старых героев — Сергея Разумовского и Олега Волкова — из «Майора Грома», а также удачные нововведения, вроде главной протагонистки Леры Макаровой и её более технологичного костюма Чумного Доктора, сравниваемого рецензентами с таковым из полнометражного фильма «Майор Гром: Чумной Доктор». Также удостоились похвалы работа взаимодополняющего сценарного тандема из Анастасии Ким и Наталии Воронцовой, и иллюстрации художницы Натальи Заидовой.
Никита Гмыза, обозреватель от портала GeekCity, положительно отозвался о выпусках комикса. Несмотря на опасения, что серия может стать сплошным «фансервисом» для поклонников Сергея Разумовского, автор отметил, что введение персонажа Валерии Макаровой в качестве нового Чумного Доктора позволило избежать этой проблемы. Среди положительных моментов были названы проработка взаимоотношений между Разумовским и Макаровой, — более напоминающие отношения между шантажистом и жертвой, чем наставника и ученицы, — а также раскрытие прошлого Олега Волкова; среди минусов — невпечатляющего антагониста в лице наёмника Дракона. Другой рецензент от GeekCity, Лилия Морошкина, также отметила среди плюсов «Чумного Доктора» раскрытие взаимоотношений Сергея Разумовского и Олега Волкова, которым не уделялось особого внимания в «Майоре Громе», но не согласилась с Гмызой относительно Дракона, назвав его заслуживающим интереса персонажем. Алтан, с другой стороны, не произвёл впечатления на рецензентку. Помимо этого похвалы Морошкиной удостоилась работы авторов по постепенному развитию Валерии Макаровой с течением выхода выпусков.
Олег Ершов, представляющий ресурс ComicsBoom.net, посетовал, что дать оценку «Чумному Доктору» непросто: с одной стороны, это комикс-фансервис для поклонников Чумного Доктора и явный мерчандайз для фильма «Майор Гром: Чумной Доктор», однако, с другой стороны, «оставляет приятное впечатление. Он выполняет очевидные задачи, но остаётся хорошим комиксом сам по себе». Ершов оценил сценарную работу дуэта Анастасии Ким и дебютантки Наталии Воронцовой, сказав, что качество сюжета «Чумного Доктора» заметно лучше сольных работ Ким, из чего сделал предположение, что это заслуга Воронцовой, корректирующей работу Ким. Похвалы удостоился и рисунок авторства Натальи Заидовой, названной в рецензии «самым талантливым художником российских мейнстримных комиксов». Несмотря на это, Ершов отметил, что качество рисунка нельзя отнести к ярчайшим из её работ.

### Коллекционные издания
- Чумной Доктор — Книга 1: Капкан. — Bubble Comics, Декабрь 2020. — Т. 1 (№ 1—4) и доп. материалы. — 153 с. — (Чумной Доктор). — ISBN 978-5-6044312-3-8.
- Чумной Доктор — Книга 2: Золотой цветок. — Bubble Comics, Август 2021. — Т. 2 (№ 5—8) и доп. материалы. — 138 с. — (Чумной Доктор). — ISBN 978-5-6044313-4-4.
- Чумной Доктор — Книга 3: На руинах. — Bubble Comics, 2021. — Т. 3 (№ 9—10, спецвыпуск) и доп. материалы. — 144 с. — (Чумной Доктор). — ISBN 978-5-6046885-5-7.
- Чумной Доктор – Книга 4: Брат твой по мраку. – (Номер 11–14).
- Чумной Доктор – Книга 5: Махаон. – (Номер 15–20).
- Чумной Доктор – Книга 6: Рагнар – книга 1. – (Номер 21–24).
- Чумной Доктор – Книга 7: Рагнар – книга 2. – (Номер 25–29).
- Чумной Доктор – Книга 8: Чужой среди своих. – (Номер 30–35).
- Чумной Доктор – Книга 9: Око за око. – (Номер 36–39).
- Чумной Доктор – Книга 10: Дом. – (Номер 40–43).